# Morón (Cuba)
Pour les articles homonymes, voir Moron.
Morón est une ville et une municipalité de Cuba située dans la province de Ciego de Ávila.

## Géographie

### Situation
La municipalité est sur la côte nord de Cuba, 
à 457 km est-sud-est de La Havane 
et 38 km nord de sa capitale de province Ciego de Ávila. 

Elle inclut le cayo Coco et la partie ouest du cayo Romano (dite cayo Romano Occidental).

Municipalité de Morón dans la province de Camagüey

### Divisions administratives
La municipalité comprend six consejos populares :
- Sur
- Este
- Oeste
- Vaquerito
- Patria
- Turiguanó

## Population
En 2022, la population de la municipalité était estimée à 70 561 habitants ; pour une surface de 1 246 km2, la densité de population est de 56,61 habitants/km².
La municipalité comptait 59 371 habitants lors du recensement de 2012.

## Personnalités nées à Morón
- Pío Leiva, chanteur né en 1917
- Yania Ferrales, athlète, née en 1977
- Yandro Quintana, lutteur, né en 1980
- Alain Cervantes, joueur de football, né en 1983
- Reysander Fernández, joueur de football, né en 1984